# Sid (gruppo musicale)
I SID (シド?, pronuncia: Shido) sono una band rock visual kei giapponese sotto contratto con la casa discografica Sony Records.

## Gli inizi e periodo indie
I SID vengono formati dal cantante Mao (ex SHULA) e dal bassista Aki (Mimegumi Aki, ex RAM REM) nel 2003. A loro si uniscono due membri di supporto: Shinji, chitarrista (ex Uranus) e Yuuya, batterista (ex SHULA). La band così composta incide nell'agosto 2003 il primo demo dal titolo Yoshigai Manabu 17-sai (Mushoku) [吉開学 17歳 (無職)]. Sempre nello stesso anno la band viene notata da Hyde, vocalist dei L'Arc~En~Ciel, il quale procura ai SID un contratto discografico con la casa discografica Danger Crue Records, etichetta del gruppo Sony.
Anche se la band si è formata nel 2003, i SID considerano come data ufficiale della loro nascita il 14 gennaio 2004, giorno in cui viene annunciato che Shinji e Yuuya saranno membri a tutti gli effetti dei SID. L'annuncio è stato fatto in occasione del loro live Meguro Rock May Kan. Nel marzo 2004 viene pubblicato il primo maxi single dal titolo "Kaijou-Ban"(会場限定盤), che ha ottenuto un così ottimo successo tanto da essere ristampato ben due volte (nell'aprile 2004 con il titolo “Tsuhan-Ban (通販盤)” e nel giugno 2004 con il titolo “Ryutsu-Ban (流通盤)”). A maggio 2004 i SID vengono invitati alla convention americana Anime Central, in sostituzione di Miyavi, e grazie a questo evento i SID riescono ad ottenere anche un discreto successo a livello internazionale. Sempre nel 2004 esce il primo album della band, Ren Ai (レンアイ).
Il 2005 è un anno intenso per i SID. A luglio esce un nuovo maxi single dal titolo “Paint Pops”, seguito dal singolo “Sweet?” (ottobre) e dal secondo album dal titolo Hoshi no Miyako (星の都) a novembre. Sempre nel 2005 i SID intraprendono il primo one-man tour nazionale (2005 Autumn Tour Sweet?).
2006, altro anno importante per la band: i SID distribuiscono un nuovo singolo a febbraio, Hosoi Koe, ma è grazie al successivo nuovo singolo “Chapter 1” (giugno) che i SID raggiungono per la prima volta la top ten della prestigiosissima classifica Oricon, piazzandosi al numero dieci. Grazie a questo successo la band si esibirà in un one-man estivo al Nippon Budokan, live chiamato SID Summer Festa 2006. Il 2006 si conclude con l'uscita di un ulteriore nuovo singolo, Otegami (agosto), seguito dal terzo album della band, Play (novembre) e da un tour autunnale (SID TOUR 06⇒07 ”play").
Il 2007 vede l'uscita di ben quattro singoli: Smile (aprile), Natsukoi (luglio), Mitsuyubi (settembre) e Namida no Ondo (dicembre). Grazie a Mitsuyubi i SID entrano per la prima volta nella top five giornaliera della Oricon Chart. A febbraio esce anche il primo DVD della band, SIDNAD Vol.1 ~Film of "Play”~, contenente un footage speciale girato in Italia e relativo all'uscita dell'album Play. È la seconda volta che i SID si recano all'estero, anche se questa volta non si tratta di una convention o di un live. In estate partecipano per la prima volta al JACK IN THE BOX, festival al quale prendono parte tutte le bands del gruppo Maverick (dal 2007 i SID si esibiscono sempre al JACK IN THE BOX). Sempre nel 2007 i SID prendono parte ad un album di cover dedicato alla storica band LUNA SEA: l'album si intitola “Luna Sea Memorial Cover Album” e la canzone interpretata dai SID è Wish.

## Periodo major
Il 2008 è l'anno della consacrazione e della svolta. Agli inizi del 2008 i SID annunciano il passaggio major con la casa discografica Sony Records. La band commercializza ben due album, gli ultimi come band indie: Sentimental Macchiato (センチメンタルマキアート) a febbraio e Side B complete collection ~e.B~ ad agosto. A maggio esce il secondo DVD della band, SIDNAD Vol. 2 ~clips one~, raccolta di alcuni dei PV della band. Sempre nello stesso anno i SID intraprendono un nuovo one-man tour nazionale, Sentimental Macchiato Tour 2008, l'ultimo come band indie. Ad ottobre esce il primo singolo major, Monochrome no Kiss (モノクロのキス) che viene scelto come opening dell'anime “Black Butler”. Sempre ad ottobre esce il terzo DVD dei SID, SIDNAD Vol. 3 ~Sentimental Macchiato Tour 2008 ~. A novembre il live di debutto come band major al Nippon Budokan ottiene un successo strepitoso: il concerto è infatti sold out nel giro di appena due minuti.
A gennaio 2009 esce il secondo singolo major dei SID dal titolo 2°C Me no Kanojo (2℃目の彼女), seguito dal quarto DVD, SIDNAD Vol. 4 ~Hikari Tour 2009~ (febbraio), contenente il final del primo tour major della band, e dal singolo Uso (aprile), il quale debutta al secondo posto della classifica Oricon e viene scelto come ending dell'anime “Fullmetal Alchemist: Brotherhood”. A luglio esce “Hikari”, il primo album major dei SID, seguito dal singolo “One Way” a novembre, che raggiunge il terzo posto nella classifica Oricon.
A marzo 2010 esce il singolo Sleep, seguito a giugno dal singolo Rain, il quale debutta al primo posto della classifica giornaliera della Oricon e vi resterà per ben due giorni consecutivi. È la prima volta che un singolo dei SID raggiunge il primo posto nella classifica giornaliera della Oricon. Il singolo Rain viene scelto come quinta opening e sesta ending dell'anime Fullmetal Alchemist: Brotherhood. A febbraio, durante il programma "Ikinari!Ogon Densetsu" in onda su Asahi TV, i SID annunciano che a luglio si esibiranno per la prima volta alla prestigiosa Saitama Super Arena. Il live, SID Summer Festa 2010, è sold out in appena un giorno. A luglio esce il quinto DVD, SIDNAD Vol. 5 ~clips two~, la seconda raccolta di PV della band. In occasione del live alla Saitama Super Arena, i SID annunciano l'uscita del singolo Cosmetic, prevista per settembre e l'uscita di Ranbu no Melody, scelta come tredicesima opening dell'anime Bleach negli episodi 292-316. Ma c'è anche un altro importante annuncio per la band: i SID annunciano che a dicembre si esibiranno al Tokyo Dome, il tempio della musica giapponese. Il live si chiamerà “Year End Climax 2010” ed avrà luogo l'11 dicembre 2010.
2011, altro anno importante per i SID. A febbraio vincono il premio Top Pop Artist ai Billboard Japan Music Awards 2010; sempre a febbraio escono il secondo album major, Dead Stock, e un tribute album in onore della storica band visual kei Kuroyume, al quale i SID prendono parte con la cover della canzone Yasashii Higeki. L'album si intitola “Fuck The Border Line -Tribute to Kuroyume”. A marzo esce il sesto DVD, SIDNAD Vol. 6
~live 2010~. I SID collaborano con altre bands alla realizzazione di un cover album dedicato al 30º anniversario di carriera del famoso chitarrista Tomoyasu Hotei. L'album si intitola 30th ANNIVERSARY “GUEST” ALBUM HOTEI with FELLOWS 「ALL TIME SUPER GUEST」 mentre la canzone scelta dai SID si intitola Justy. A settembre esce il singolo Itsuka, mentre ad ottobre i SID si esibiscono in un one-man live per i soli membri del fanclub al Nippon Budokan. Il giorno successivo al live esce il settimo DVD della band, SIDNAD Vol. 7 ~dead stock tour 2011~ seguito dal singolo Fuyu no Benchi a dicembre. Ad ottobre i SID partecipano per la prima volta al VAMPS Halloween Party, organizzato dai VAMPS (progetto di Hyde, cantante e leader dei L'Arc～en～Ciel).
Il 2012 comincia con l'esibizione all'Ontama Carnival di Yokohama (gennaio). A maggio escono ben due singoli: Nokoriga e S, il quale viene scelto come soundtrack del film horror SADAKO 3D. A giugno una nuova ed importante collaborazione: esce il Tribute Album 「L'Arc～en～Ciel TRIBUTE」, al quale la band partecipa con la cover della canzone Shout the devil. I SID annunciano un maxi tour nazionale di 42 date diviso in due parti: TOUR 2012 M&W preview e TOUR 2012 M&W. La prima parte del tour anticipa l'uscita del terzo album major (l'ottavo in carriera) dei SID, dal titolo M&W, la cui uscita è prevista per il 1º agosto. Annunciata a novembre anche l'uscita di un nuovo singolo dal titolo V.I.P., scelto come prima opening dell'anime Magi, il quale andrà in onda a partire dal prossimo 7 ottobre. Inoltre, sempre a novembre, i SID hanno annunciato due nuove tappe (TOUR 2012 『M&W』extra) in aggiunta al loro lungo tour. Il 17 e 18 novembre infatti si esibiranno a Taiwan, al NeoStudio di Taipei. Entrambi i live hanno registrato il SOLD OUT. È la prima volta che i SID si esibiscono live fuori dai confini nazionali.
Nel 2013 i SID hanno festeggiato il decimo anniversario dalla fondazione della band con una serie di 10 eventi commemorativi chiamati "Project", i primi tre dei quali sono stati comunicati al pubblico durante la data finale di Tokyo del tour TOUR 2012 M&W: l'uscita di un best of intitolato SID 10th Anniversary BEST, pubblicato il 16 gennaio, l'ottavo DVD della band SIDNAD Vol.8 ~TOUR 2012 M&W~ per il 6 marzo, e un grande concerto il 6 aprile allo Yokohama Stadium intitolato SID 10th Anniversary LIVE. Successivamente, sul sito Internet dei SID sono stati annunciati due nuovi singoli, Koi ni ochite e Samaraba, in uscita rispettivamente ad aprile e luglio. In occasione del SID 10th Anniversary LIVE di aprile, i SID hanno annunciato i Project #06, #07 e #08: un minitour estivo SID 10th Anniversary TOUR di cinque date, due raccolte di b-side e il terzo nuovo singolo ANNIVERSARY (sigla del cartone animato Magi: The Labyrinth of Magic) previsto per novembre. Gli ultimi due progetti sono infine il nono DVD SIDNAD Vol.9 ~YOKOHAMA STADIUM~ e il grande concerto di fine anno Visual BANG! ~SID 10th Anniversary FINAL PARTY~ a cui hanno preso parte come ospiti dieci band j-pop e visual kei: Alice jū-ban × Steam Girls, Ayabie, DaizyStripper, DIV, DOG inThe Parallel World Orchestra, Kameleo, Moran, R-shitei, ZORO e ν[NEU]; questi stessi dieci artisti hanno poi registrato ognuno una propria cover del brano iconico dei SID Mōsō nikki, da cui sono stati messi in vendita dieci singoli tutti pubblicati l'11 dicembre 2013.

## Membri
- マオ(Mao)

Vero nome: Yamaguchi Masao 山口 真生.
Data di nascita: 23 ottobre 1977
Ruolo: Voce e testi
Luogo di nascita: Fukuoka
- Shinji(ex. しんじ)

Vero nome: Ninomiya Shinji 二宮 慎司
Data di nascita: 8 febbraio 1979
Ruolo: Chitarre e cori
Luogo di nascita: Saitama
- 明希(Aki)

Vero nome: Ichiki Akihito 一木祥史
Data di nascita: 3 febbraio 1981
Ruolo: Basso e cori
Luogo di nascita: Tokyo
- ゆうや(Yuuya)

Vero nome: Shirato Yuya 白土 友也
Data di nascita: 9 dicembre 1981
Ruolo: Batteria e percussioni
Luogo di nascita: Chiba

## Discografia e Bibliografia

### Album
- [2004.12.22] Ren Ai (憐哀 -レンアイ)
- [2005.11.16] Hoshi no Miyako (星の都)
- [2006.11.08] Play
- [2008.02.20] Sentimental Macchiato (センチメンタルマキアート)
- [2008.08.13] Side B complete collection: e.B
- [2009.07.01] Hikari (光)
- [2011.02.23] Dead Stock
- [2012.08.01] M&W
- [2013.01.16] BEST ALBUM 『SID 10th Anniversary BEST』

### Singoli
- [2004.03.28] Kaijou-Ban (会場盤)
- [2004.04.04] Tsuhan-Ban (通販盤)
- [2004.06.06] Ryutsu-Ban (流通盤)
- [2005.07.20] Paint Pops
- [2005.10.12] Sweet?
- [2006.02.08] Hosoi Koe
- [2006.06.14] Chapter 1
- [2006.08.16] Otegami (御手紙)
- [2007.04.04] Smile
- [2007.07.11] Natsukoi (夏恋)
- [2007.09.26] Mitsuyubi (蜜指 ミツユビ)
- [2007.12.05] Namida no Ondo (涙の温度)
- [2008.10.29] Monochrome no Kiss (モノクロのキス)
- [2009.01.14] Nidome no Kanojo (2℃目の彼女)
- [2009.04.29] Uso (嘘)
- [2009.11.11] One Way
- [2010.03.03] Sleep
- [2010.06.02] Rain (レイン)
- [2010.09.29] Cosmetic
- [2010.12.01] Ranbu no Melody (乱舞のメロディ)
- [2011.09.28] Itsuka (いつか)
- [2011.12.28] Fuyu no Bench (冬のベンチ)
- [2012.05.02] Nokoriga (残り香)
- [2012.05.09] S
- [2012.11.21] V.I.P.
- [2013.04.10] Koi ni Ochite (恋におちて)
- [2014.08.27] Enamel

### DVD
- [2007.02.07] SIDNAD Vol.1: Film of "Play"
- [2008.05.14] SIDNAD Vol.2: Clips One
- [2008.10.15] SIDNAD Vol.3: Tour 2008 センチメンタルマキアート
- [2009.02.10] SIDNAD Vol.4: Tour 2009 光
- [2010.07.28] SIDNAD Vol.5: Clips Two
- [2011.03.16] SIDNAD Vol.6: Live 2010
- [2011.10.05] SIDNAD Vol.7: dead stock tour 2011
- [2013.03] SIDNAD Vol.8: TOUR 2012 M&W

### Compilation
- [2007.12.19] Luna Sea Memorial Cover Album - Wish
- [2011.02.09] Fuck The Border Line - Yasashii Higeki(優しい悲劇)
- [2011.08.17] 30th ANNIVERSARY “GUEST” ALBUM HOTEI with FELLOWS 「ALL TIME SUPER GUEST」 - JUSTY
- [2012.06.13] Tribute Album 「L'Arc～en～Ciel TRIBUTE」 - Shout at the Devil

### Collaborazioni
- [2012.10.17] Aki feat. HALLOWEEN JUNKY ORCHESTRA (progetto di Hyde dei L´Arc~En~Ciel) - HALLOWEEN PARTY